# 阿凱峰
阿凱峰（西班牙語：Nevado de Acay），是阿根廷的山峰，位於該國西北部薩爾塔省，屬於安第斯山脈的一部分，海拔高度5,750米，人類在十五世紀末或十六世紀初首次登頂。